# جون توماس مور
جون توماس مور هو سياسي كندي، ولد في 3 يوليو 1844، وتوفي في 5 يونيو 1917. انتخب عضو الجمعية التشريعية ألبرتا.